# Jozue I Wielki
Jozue I Wielki (gyyz: ኢያሱ, Iyasu I, bądź Ijasu I, przydomek Wielki, imię tronowe: አድያም ሰገድ, Adjam Seged co oznacza ten któremu kłania się ziemia) (ur. 1654 – 13 października 1706) – cesarz etiopski w latach 1682 – 1706 z dynastii Salomońskiej.

## Wczesne lata
Jozue był synem cesarza Jana I. Piastował funkcję zarządcy prowincji Godżam, kiedy ojciec uczynił go następcą tronu w 1674 roku. Oficjalnie koronował się jednak dopiero w 1693, czyli w dziewiątym roku swojego panowania. Według relacji szkockiego podróżnika Jamesa Bruce'a bracia Jozuego byli uwięzieni na górze Amba Gyszien, gdzie od czasów cesarza Fasiledesa tradycyjnie umieszczano męską część rodziny królewskiej, aby nie buntowała się przeciwko namaszczonemu na następcę bratu.

## Kampanie militarne
Cesarz Jozue I Wielki podporządkował sobie całą północ Etiopii poprzez wyprawy zbrojne w latach 1692 – 1693 w rejony Semien, Habab i Keren. Skoligacił się także z rodem Hamasjen, żeniąc się z Uelete Tsyjon. Prowincja Szeua nie była bezpośrednio podporządkowana cesarzowi, jednak płaciła mu daninę. Po okresie wojen wewnętrznych, Jozue dzięki podbojom militarnym unormował sytuację w kraju.

## Polityka wewnętrzna

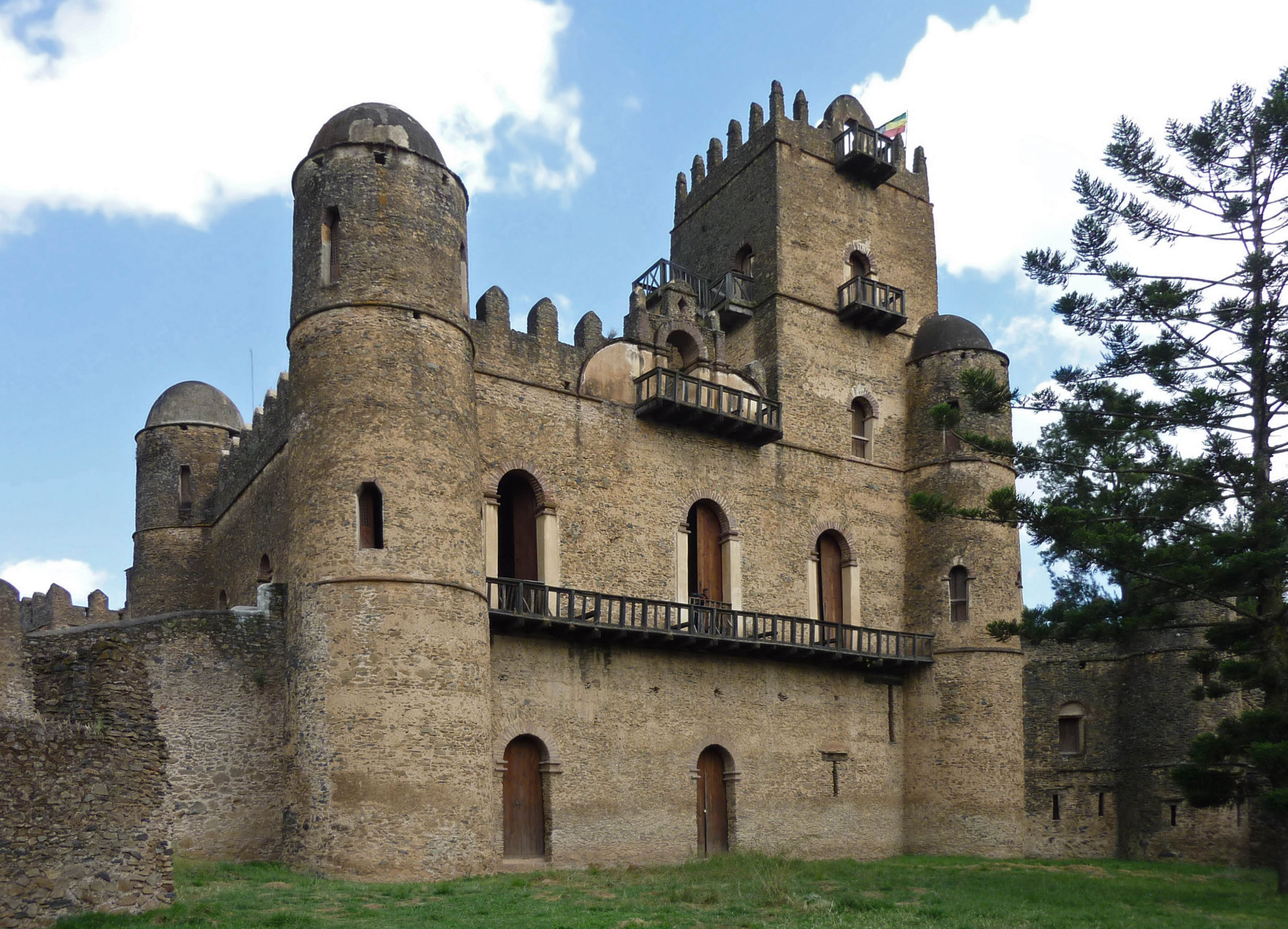
Siedziba Jozue I Wielkiego – Fasil Ghebbi.

Cesarz rozładowywał istniejące w państwie napięcia natury religijnej pomiędzy odłamami kybat i teuahdo w Kościele etiopskim. Choć ogłosił się zwolennikiem odłamu teuahdo, chciał sprowadzić ich zatarg do rangi sporu li tylko teologicznego, niezwiązanego w jakimkolwiek stopniu z polityką. Cesarz dążył do unifikacji systemu gospodarczego i administracyjnego.

### Reformy administracyjne
Jozue I wprowadził zmiany na stanowiskach kościelnych, dworskich i dzielnicowych, tak aby ustanowiony został podległy mu aparat władzy. Około 1689 przeprowadził reorganizację ciała doradczego o nazwie mykyr biet. Jego członkowie wyrażali swoje zdanie na temat spraw państwowych w ustalonej kolejności od najmniej ważngo dostojnika do najważniejszego, czyli cesarza.

### Reformy gospodarcze
Jozue I zmusił władcę Massaua i Arkiko do prowadzenia handlu na dogodnych dla Etiopii warunkach. Wydał przepisy ściśle regulujące wysokość opłat celnych. Według przepisów podatkowych Jozuego w każdym okręgu mogło się znajdować tylko jedno miejsce do pobierania cła. Zlikwidowana została w ten sposób samowola etiopskich możnowładców, którzy prowadzili ucisk fiskalny wobec swoich poddanych.

### Fundacje
Cesarz Jozue I ufundował liczne klasztory i kościoły – między innymi klasztor Debre Byrhan Syllasie, który stał się jednym z ważniejszych ośrodków intelektualnych Etiopii. Sam Jozue rezydował w Fasil Ghebbi.

## Śmierć
Jozue uczynił następcą swojego syna, Tekle Hajmanota. Zwolennicy odłamu kybat z Godżamu usiłowali zapewnić sobie szybki powrót do władzy i weszli z Tekle Hajmanotem w spisek mający na celu detronizację Jozuego. Na wieść o spisku władca wezwał do siebie syna, jednak ten nie stawił się przed ojcem. Obawiał się uwięzienia i mianowania następcą swojego brata Dawida III. Aby uniknąć rozlewu krwi, Jozue abdykował i udał się do klasztoru na jednej z wysp jeziora Tana. Tekle Hajmanot jako władca ogłosił się wyznawcą odłamu kybat, co poskutkowało odwołaniem abdykacji ojca i rzuceniem klątwy na syna. Wojska podległe Tekle Hajmanotowi przedostały się na wyspę i zgładziły Jozuego.